# 革葉鐵角蕨
革葉鐵角蕨（学名：Asplenium polyodon）为鐵角蕨科鐵角蕨屬下的一个种。

## 扩展阅读
- 維基物種上的相關：革葉鐵角蕨